# Trono

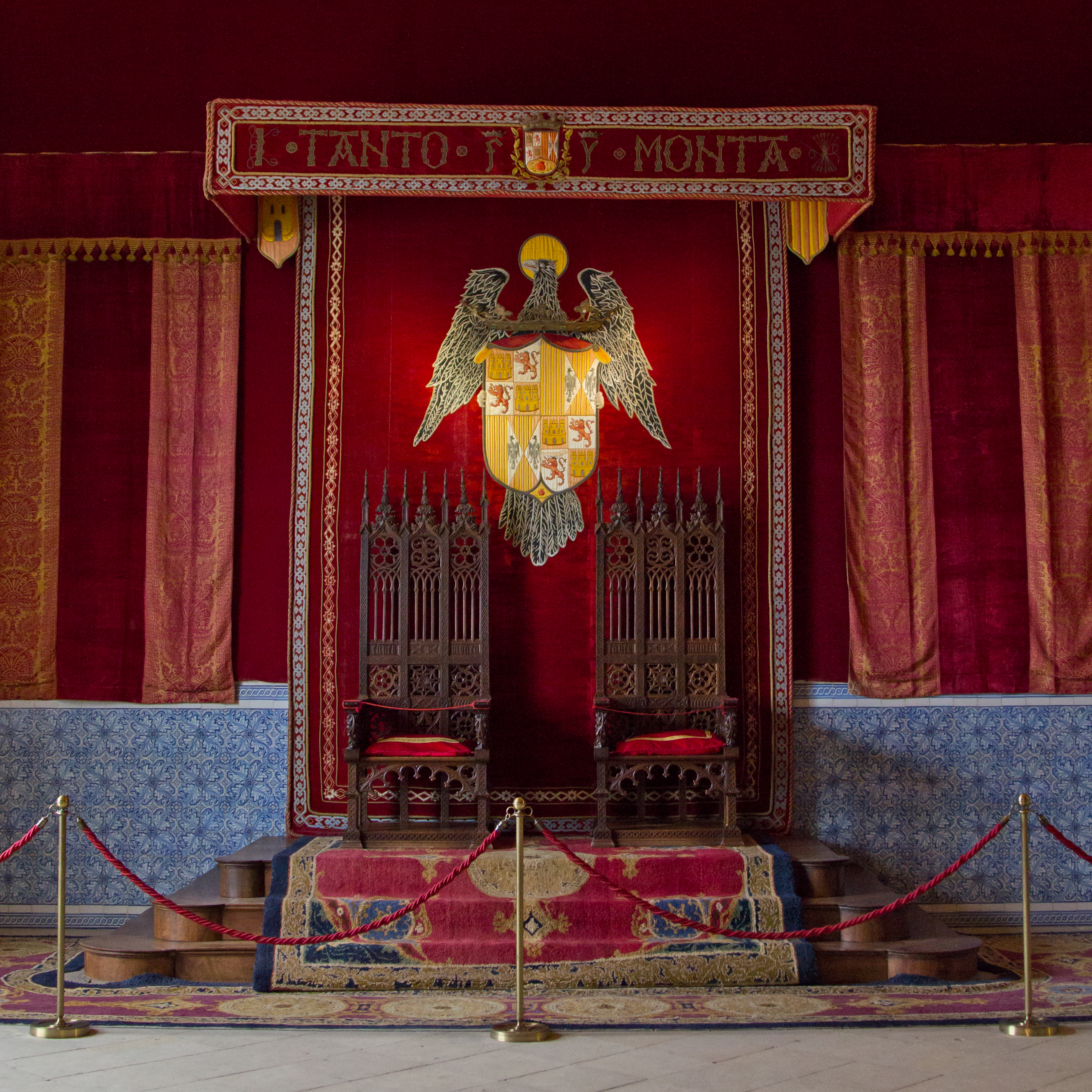
Vista de la sala del Trono del Alcázar de Segovia, con el lema de los Reyes Católicos "tanto monta" en el frontal del dosel.

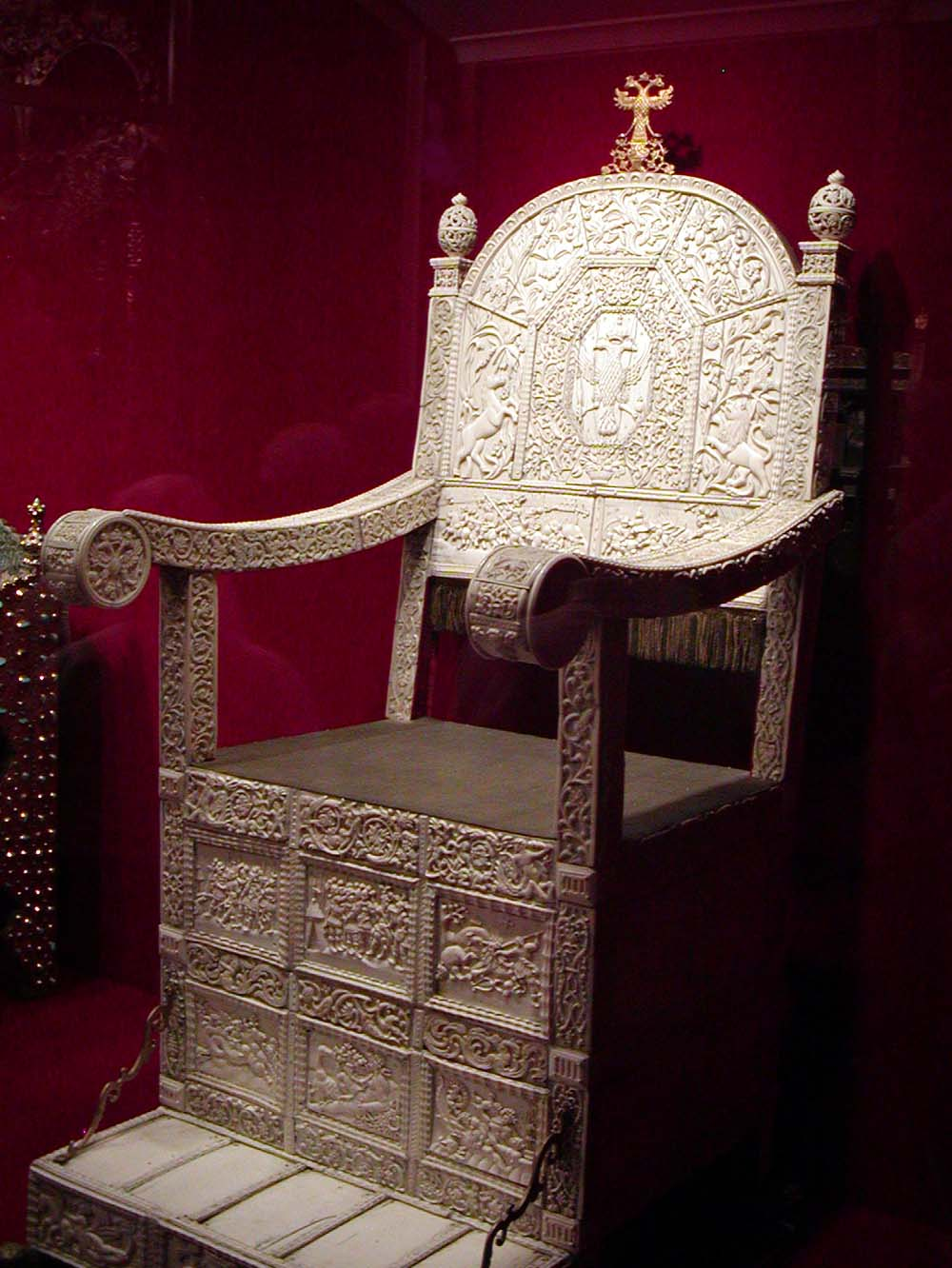
Trono de marfil de Iván el Terrible

Un trono es un asiento con gradas y dosel que usan los monarcas y otras personas de alta dignidad, especialmente en los actos de ceremonia. El trono tradicionalmente consiste en un asiento grande y lujosamente decorado que se sitúa sobre unas gradas. Cuando el trono está bajo dosel, se le llama solio, por ejemplo el solio pontificio. En los palacios, se situaba en la llamada «sala del trono» o «salón del trono».
El trono, en un sentido abstracto, puede también referirse a la monarquía o a la corona; es un caso de metonimia. También se utiliza en muchos términos tales como «el poder detrás del trono».

## Historia

### Edad Antigua

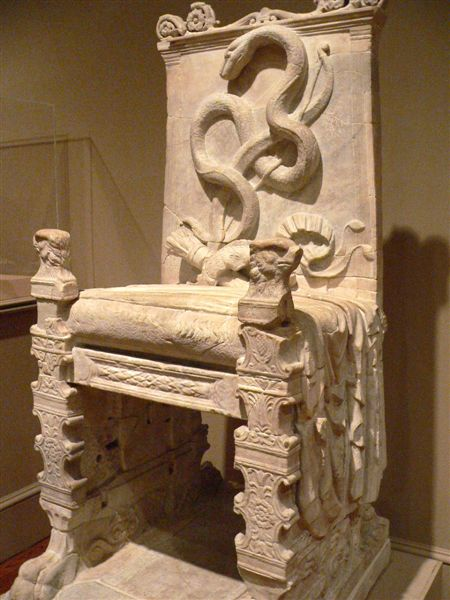
Trono romano.

La palabra trono procede de la misma palabra del Griego antiguo thronos, que significa asiento o silla, ha sido el símbolo de monarcas y dioses desde épocas antiguas. El trono fue utilizado para las ceremonias de coronación para alzar al rey por encima del resto de los presentes. Los tronos fueron asociados desde entonces directamente al poder real.
Isis, nombre griego de una diosa de la mitología egipcia, cuyo nombre egipcio era Ast, que significaba trono, era representada portando el jeroglífico de un trono sobre su cabeza.
El trono del emperador de China, del «Reino Medio», fue visto como el centro de la Ciudad Prohibida que era el centro del mundo; la serie de puertas y de pasos que un visitante necesitaba traspasar antes de alcanzar al emperador fue diseñada para sobrecoger.
Los griegos (según Homero) se sabía que colocaban tronos adicionales, vacíos, en los palacios reales y los templos de modo que los dioses pudieran estar presentes donde quisieran estar. El más famoso de estos tronos era el trono de Apolo en Amiclas.[cita requerida]
Los romanos también tenían dos tronos: uno para el emperador y otro para la diosa Roma, cuyas estatuas fueron asentadas sobre los tronos, que se convirtieron en centros de adoración.
Los hititas consideraban que los tronos eran dioses en sí mismos.[cita requerida]

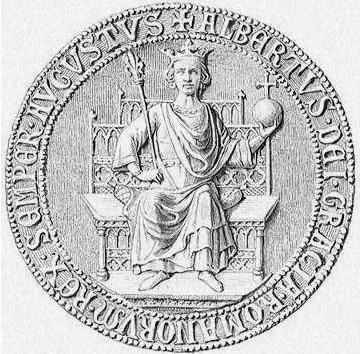
Alberto I de Habsburgo en su trono

### Edad Media
De la Edad Media se conservan contadísimas sillas regias o tronos que también se ven figurados en los sellos reales y en las miniaturas de los códices. En dichos tronos especialmente en la época románica, abundan las figuras de los grifos o dragones formando los pies o brazos y es frecuente la forma de silla curul o de tijera. Tales son el trono llamado de Dagoberto (que se atribuye al siglo VII pero puede ser del XI o XII) y la silla de San Ramón de la antigua catedral de Roda (Huesca) de finales del siglo XI. También es algo frecuente para tronos y sillas de respeto en la Edad Media, hasta el siglo XVI inclusive, la forma de silla curul pero con respaldo y brazos como la llamada de los Jueces en el Museo provincial de Burgos, atribuida al siglo XIII y otra de Carlos V en El Escorial.
De la época gótica es notabilísimo el trono de plata del Rey Don Martín, de tipo recto y sin figuras pero con hermosos calados.

## Los tronos en la actualidad

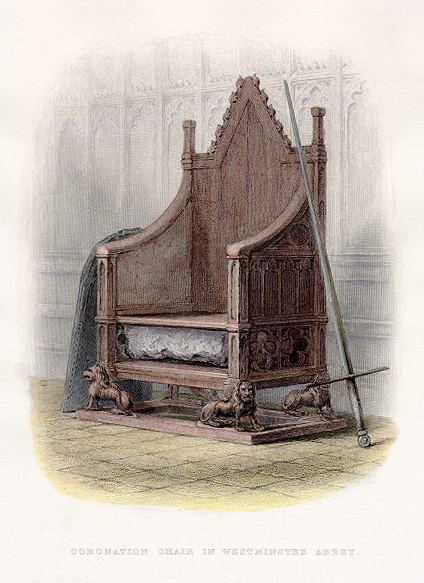
Trono del rey Eduardo

En algunos países que conserven una monarquía en la actualidad, los tronos todavía se utilizan y tienen un significado simbólico y ceremonial importante, sin embargo muchas monarquías modernas de hoy en día han dispensado el uso del simbolismo como el de las coronas y coronaciones.
Uno de los tronos más famosos, aún en uso, es el trono del rey Eduardo, en la cual coronan al monarca británico, y los tronos usados por los monarcas durante la apertura de la legislatura de los parlamentos en el Reino Unido, Dinamarca, los Países Bajos, Canadá, Australia, y Japón entre otros.
Algunas repúblicas utilizan el trono como elemento simbólico en alguna ceremonia de Estado. El presidente de Irlanda se sienta en un antiguo trono durante la ceremonia de su investidura, mientras que los alcaldes de muchas ciudades británicas e irlandesas presiden a menudo los consejos locales en sillas a modo de trono.